# Maserati MC20
Maserati MC20 – supersamochód klasy średniej, który produkowany jest pod włoską marką Maserati od 2020 roku.

## Historia i opis modelu

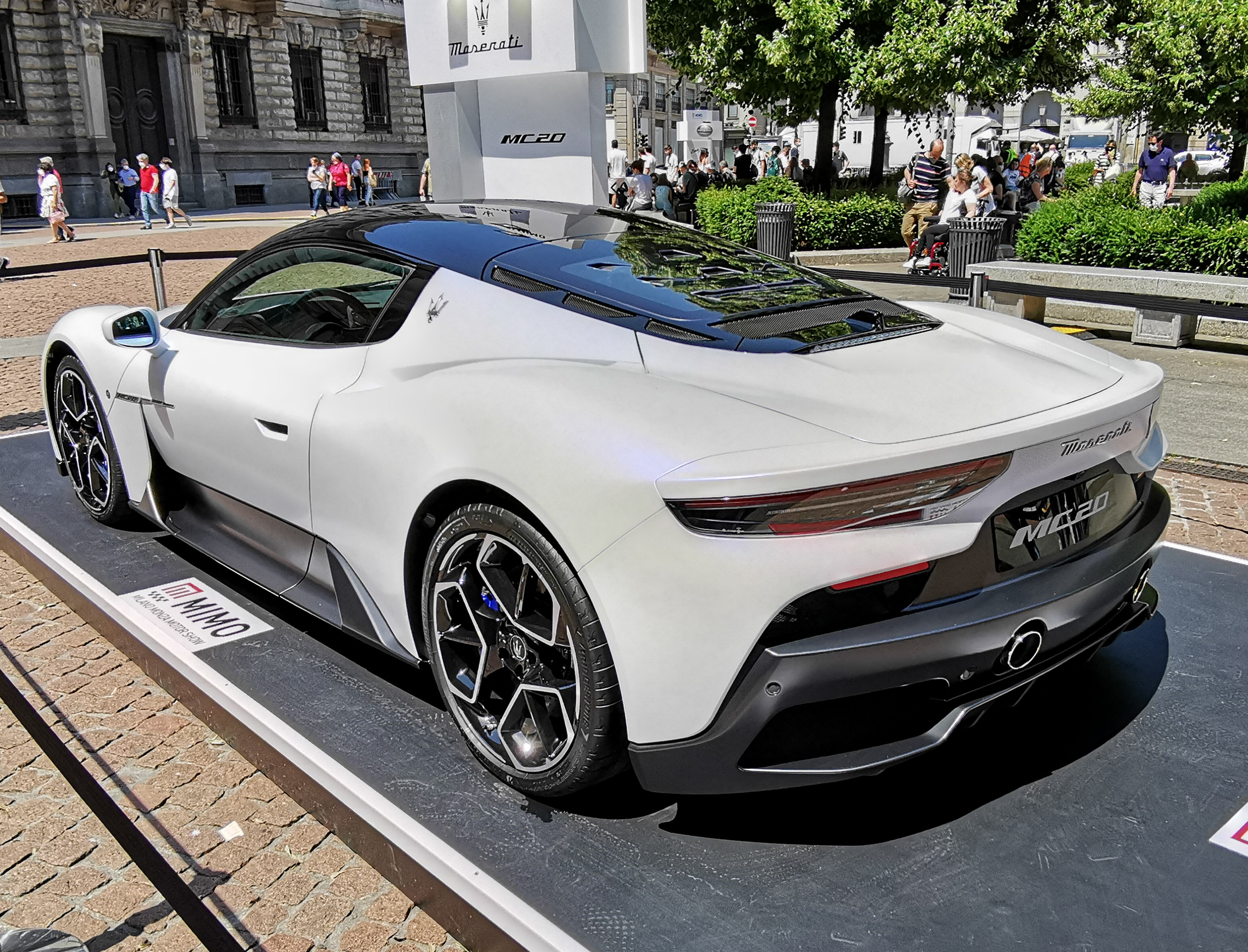
Maserati MC20 - tył

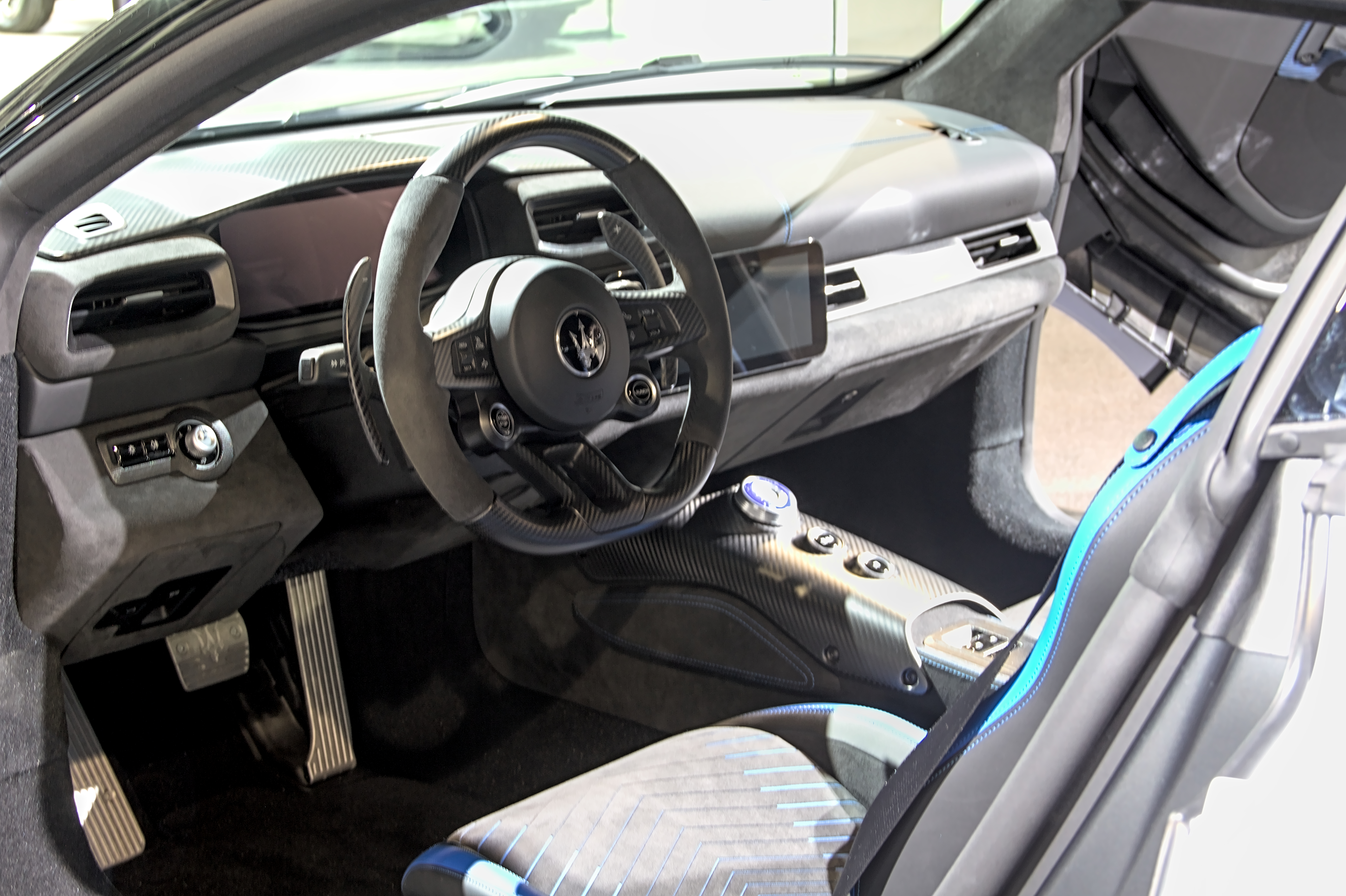

MC20 został zaprezentowany pod koniec września 2020 roku w Modenie. Samochód został opracowany w Maserati Innovation Lab a zbudowany w zakładzie Viale Ciro Menotti w Modenie. Nazwa "MC20" oznacza Maserati Corse 2020 i stanowi hołd powrotu marki Maserati do wyścigów.
Nowy model Maserati to ewolucja MC12 – samochodu, który w 2004 roku oznaczał powrót Maserati do wyścigów po 37 latach przerwy.
MC20 posiada 3-litrowy silnik Nettuno 90° twin-turbo V6 generujący moc 630 KM i 730 Nm momentu obrotowego. To z kolei pozwala na rozpędzenie auta ważącego 1468 kg do 100 km/h w czasie 2,9 s, a do 200 km/h w czasie 8,8 s. Pojazd osiąga maksymalną prędkość 325 km/h.
Samochód posiada napęd na tył i skrzynię biegów, która ma 2 sprzęgła i 8 przełożeń.
W przyszłości MC20 będzie dostępne także w wersji elektrycznej.

### MC20 Cielo
W 2022 roku Maserati zaprezentowało wersję z otwartym dachem, która nosi nazwę Cielo. Pod maską pracuje ten sam 3-litrowy silnik Nettuno o mocy 630 koni mechanicznych, a masa zwiększyła się o dodatkowe 65 kg. Mimo wzrostu wagi, samochód potrzebuje zaledwie 3,2 sekundy, aby rozpędzić się do 100 km/h, a prędkość maksymalna wynosi ponad 320 km/h.
Maserati zdecydowało się wypuścić 65 sztuk edycji specjalnej o nazwie PrimaSerie, która wyróżnia się między innymi dedykowanym lakierem Aquamarina.

### MC20 Project24
Włoski producent postanowił stworzyć wyścigową wersję bez homologacji drogowej modelu MC20. Powstaną tylko 62 egzemplarze, a każdy z nich będzie posiadał silnik Nettuno o mocy 750 koni mechanicznych, 6-biegową przekładnię sekwencyjną oraz masę obniżoną o 250 kilogramów (1250 kg).

### MCPURA
11 lipca 2025 roku podczas Festiwalu Prędkości w Goodwood, światową premierę miało Maserati MCPURA, czyli zmodernizowane MC20. Producent poprawił aerodynamikę oraz przeprojektował przedni i tylny zderzak. We wnętrzu znalazły się nowe fotele. Do tego rozszerzono listę opcji do personalizacji w ramach programu Maserati Fuoriserie, w tym dodano dwa nowe kolory nadwozia: błękitny Ai Aqua Rainbow oraz pomarańczowy Devil Orange. Moc i moment 3-litrowej jednostki Nettuno pozostały niezmienione – wciąż silnik rozwija 630 KM i 730 Nm maksymalnego momentu obrotowego. Przy wadze poniżej 1500 kg na sucho, samochód oferuje stosunek mocy do masy na poziomie 2,33 kg/KM. W gamie Maserati model MCPURA zastąpi MC20 w 2026 roku i będzie wytwarzany w historycznym zakładzie Viale Ciro Menotti w Modenie.